# Альбанезе, Антонио
Анто́нио Альбане́зе (итал. Antonio Albanese; род. 10 октября 1964) — итальянский комедийный актёр, режиссер, сценарист.

## Биография
Родился 10 октября 1964 в Ольджинате, Лекко, Италия. Окончил Школу драматического искусства в Милане в 1991 году. С 1991 года — актер театра «Zelig» в Милане. В 1992 году принимал участие в различных популярных комик-шоу: Маурицио Констанцо, Паоло Росси «Su la testa!». Невероятный зрительский успех пришел после шоу «Mai dire gol», в котором Антонио Албанезе предстал перед публикой как мастер перевоплощения, создал целый ряд комических и пародийных персонажей. Дебют в кино — фильм «Душа разделена пополам» (1993). В 1996 году выступил как режиссер и сценарист фильма «Весна на велосипеде», в котором исполнил роль Антонио.